# Ignacy Nowak (1906–1942)
Ignacy Nowak (ur. 30 lipca 1906 w Goduli, zm. 12 lutego 1942 tamże) – członek Polskiej Organizacji Zbrojnej.

## Życiorys
Syn Antoniego i Marii Samuel. Ukończył niemiecką szkołę podstawową i w wieku 15 lat podjął pracę w kopalni „Karol” w Orzegowie, gdzie pracował jako maszynista kolejowy. Pełnił funkcję przewodniczącego Koła Związku Młodzieży Polskiej, był członkiem „Sokoła”, Związku Harcerstwa Polskiego.
W 1930 ożenił się z Marią Wyciślok.
Po wybuchu II wojny światowej ewakuowany do Imielina, skąd szybko powrócił na Śląsk. Był prześladowany za odmowę podpisania volkslisty. W 1940 wstąpił do Polskiej Organizacji Zbrojnej, w której odgrywał ważną rolę. W nocy 14/15 listopada 1941 został aresztowany wraz z 450 członkami POZ na skutek zdrady Heleny Mathei. Został przewieziony do mysłowickiego więzienia i tam skazany na karę śmierci przez powieszenie. Nowaka powieszono publicznie w Goduli wraz z Antonim Tiałowskim 12 lutego 1942 roku.

## Ordery i odznaczenia
- Krzyż Kawalerski Orderu Odrodzenia Polski (pośmiertnie, 25 czerwca 1946)[3]

## Upamiętnienie
Pamięć Ignacego Nowaka została uczczona tablicą pamiątkową w miejscu egzekucji oraz nadaniem jego imienia jednej z ulic w Goduli.